# Trà Ôn (huyện)
Trà Ôn là một huyện thuộc tỉnh Vĩnh Long, Việt Nam.

## Địa lý
Huyện Trà Ôn nằm ở phía nam của tỉnh Vĩnh Long, có vị trí địa lý:
- Phía đông giáp huyện Vũng Liêm
- Phía tây giáp huyện Châu Thành, tỉnh Hậu Giang và quận Cái Răng, thành phố Cần Thơ
- Phía nam giáp huyện Kế Sách, tỉnh Sóc Trăng và huyện Cầu Kè, tỉnh Trà Vinh
- Phía bắc giáp thị xã Bình Minh và huyện Tam Bình.

Huyện nằm về hướng đông, cách thành phố Vĩnh Long khoảng 40 km, nằm cặp sông Hậu, cách Cần Thơ 17 km, trải dài theo sông Măng Thít, đồng thời huyện cũng nằm trên thủy lộ quốc gia huyết mạch giữa đồng bằng nối với Thành phố Hồ Chí Minh và miền Đông Nam Bộ.

### Địa hình
Trà Ôn có địa hình tương đối bằng phẳng, địa hình cao từ sông Hậu và sông Trà Ôn - Mang Thít thấp dần về phía đông bắc, cao trình biến thiên từ 1,25 - 0,5 m. vùng có cao trình từ 1 - 1,25 m gồm các xã ven sông Hậu và sông Trà Ôn - Mang Thít như Tích Thiện, Thiện Mỹ, thị trấn Trà Ôn và Tân Mỹ. vùng có cao trình từ 0,75 – 1 m gồm các xã Vĩnh Xuân, Thuận Thới, Hựu Thành, Trà Côn. Vùng có cao trình từ 0,5 - 0,75 m gồm các xã Hòa Bình, Xuân Hiệp, Nhơn Bình, Thới Hòa.
Tổng diện tích đất sản xuất toàn huyện là 25.839,12 ha (chiếm 17,52% diện tích tự nhiên toàn tỉnh), chia ra:
- Đất sản xuất nông nghiệp 21.657,06 ha, chiếm 83,82% diện tích đất sản xuất toàn huyện; trong đó, cây hàng năm chiếm 70%, chủ yếu là trồng lúa, còn lại là cây lâu năm, cây ăn quả, cây công nghiệp ngắn và dài ngày chiếm 30%, không có đất lâm nghiệp.
- Đất chuyên dùng 812,83 ha, chiếm 3,15%.
- Đất thổ cư 730,01 ha, chiếm 2,82% và đất chưa sử dụng 2.639,22 ha, chiếm 10,21% diện tích đất tự nhiên.

Về tính chất cơ hóa, đất đai của huyện được chia thành 3 nhóm chính: đất phèn, phù sa và cát giồng:
- Nhóm đất phèn có 8.512 ha, chiếm 32,9% diện tích đất sản xuất, phân bố chủ yếu ở các vùng trũng như Hòa Bình, Xuân Hiệp, Nhơn Bình, Thới Hòa và một phần của Thuận Thới, Hựu Thành. Tuy đất phèn, nhưng tầng sinh phèn ở rất sâu (đất phèn nông chỉ chiếm 34%), được cải tạo và canh tác khá thuần thục, bố trí 2, 3 vụ lúa trong năm cho năng suất khá cao.
- Nhóm đất phù sa: 17.140 ha, chiếm 66,3% diện tích đất sản xuất, phân bố tập trung ở các xã vùng cao ven tuyến sông Hậu và sông Mang Thít. Đây là vùng đất phì nhiêu, những vùng đất cao thuận tiện cho trồng cây ăn quả, còn những vùng đất thấp hơn trồng lúa cho năng suất cao và luân canh lúa màu.
- Nhóm đất cát giồng: 185 ha, chiếm 0,7% diện tích đất sản xuất, phân bố tập trung ở 3 giồng cát: giồng Thanh bạch (xã Thiện Mỹ), giồng La Ghì (xã Vĩnh Xuân) và giồng Gòn (xã Thuận Thới), chủ yếu là đất thổ cư, trồng cây lâu năm và rau màu.

### Khí hậu - Thủy văn
Trà Ôn nằm giữa vĩ độ Bắc từ 9°52'40" đến 10°05'30" và kinh độ Đông từ 105°50'30" đến 106°06'00". Cũng như các vùng Nam Bộ, mang tính chất khí hậu nhiệt đới gió mùa, nhiệt độ trung bình 26 - 27 °C (tháng 4 nóng nhất: 36 °C, tháng giêng nhiệt độ thấp nhất: 29 °C), bình quân hàng năm có 2.600 giờ nắng, ẩm độ trung bình 80 - 83% (độ ẩm tối đa khoảng 92% và tối thiểu khoảng 62%). Hàng năm có 2 mùa rõ rệt:
- Mùa khô kéo dài từ tháng 12 đến tháng 4 năm sau, đây là mùa nắng gay gắt, thường gây ra hạn hán, ảnh hưởng xấu đến sản xuất nông nghiệp.
- Mùa mưa, từ tháng 5 đến tháng 11, trung bình có khoảng 115 ngày mưa, với lượng mưa khoảng 1.400 – 1.500 mm. hàng năm, lũ thường xảy ra vào mùa này.

Trà Ôn có hệ thống sông ngòi chằng chịt, hoạt động theo chế độ bán nhật triều, có nguồn nước ngọt quanh năm, chất lượng nước tốt (trừ một số xã như Tích Thiện, Vĩnh Xuân, Hựu Thành bị ảnh hưởng nhẹ do nước mặn xâm nhập vào mùa khô), kết hợp với thời tiết mưa thuận gió hòa là các điều kiện hết sức thuận lợi và là tiềm năng to lớn cần đầu tư khai thác phục vụ cho sản xuất và đời sống dân cư.

## Hành chính
Huyện Trà Ôn có 13 đơn vị hành chính cấp xã trực thuộc, bao gồm thị trấn Trà Ôn (huyện lỵ) và 12 xã: Hoà Bình, Hựu Thành, Lục Sĩ Thành, Nhơn Bình, Phú Thành, Tân Mỹ, Thới Hoà, Thuận Thới, Tích Thiện, Trà Côn, Vĩnh Xuân, Xuân Hiệp.

## Lịch sử
Trà Ôn là quận của tỉnh Cần Thơ từ năm 1921, có 2 tổng: An Trường với 8 làng và Bình Lễ với 7 làng.
Ngày 17 tháng 6 năm 1954, quận nhận thêm các làng Tích Thiện, Vĩnh Xuân, Trà Côn tách từ quận Cầu Kè cùng tỉnh.
Năm 1956, chính quyền Sài Gòn cho thành lập tỉnh Tam Cần, lấy thị trấn Trà Ôn làm tỉnh lỵ, năm 1957, tỉnh Tam Cần bị giải thể, Trà Ôn sáp nhập vào tỉnh Vĩnh Bình sau được đưa về tỉnh Vĩnh Long.
Sau năm 1956, quận Trà Ôn thuộc tỉnh Vĩnh Bình, các làng gọi là xã, có 3 tổng, Bình Lễ với 3 xã, Thành Trị với 5 xã, Bình Thới với 3 xã; quận lỵ đặt tại xã Tân Mỹ. Sau năm 1965, các tổng mặc nhiên giải thể.
Ngày 14 tháng 1 năm 1967, quận Trà Ôn thuộc tỉnh Vĩnh Long.
Sau ngày 30 tháng 4 năm 1975, Trà Ôn trở thành huyện của tỉnh Cửu Long.

### Từ năm 1975 đến nay
Ngày 11 tháng 3 năm 1977, huyện Trà Ôn bị giải thể, địa bàn nhập vào các huyện Cầu Kè và Vũng Liêm, tỉnh Cửu Long.

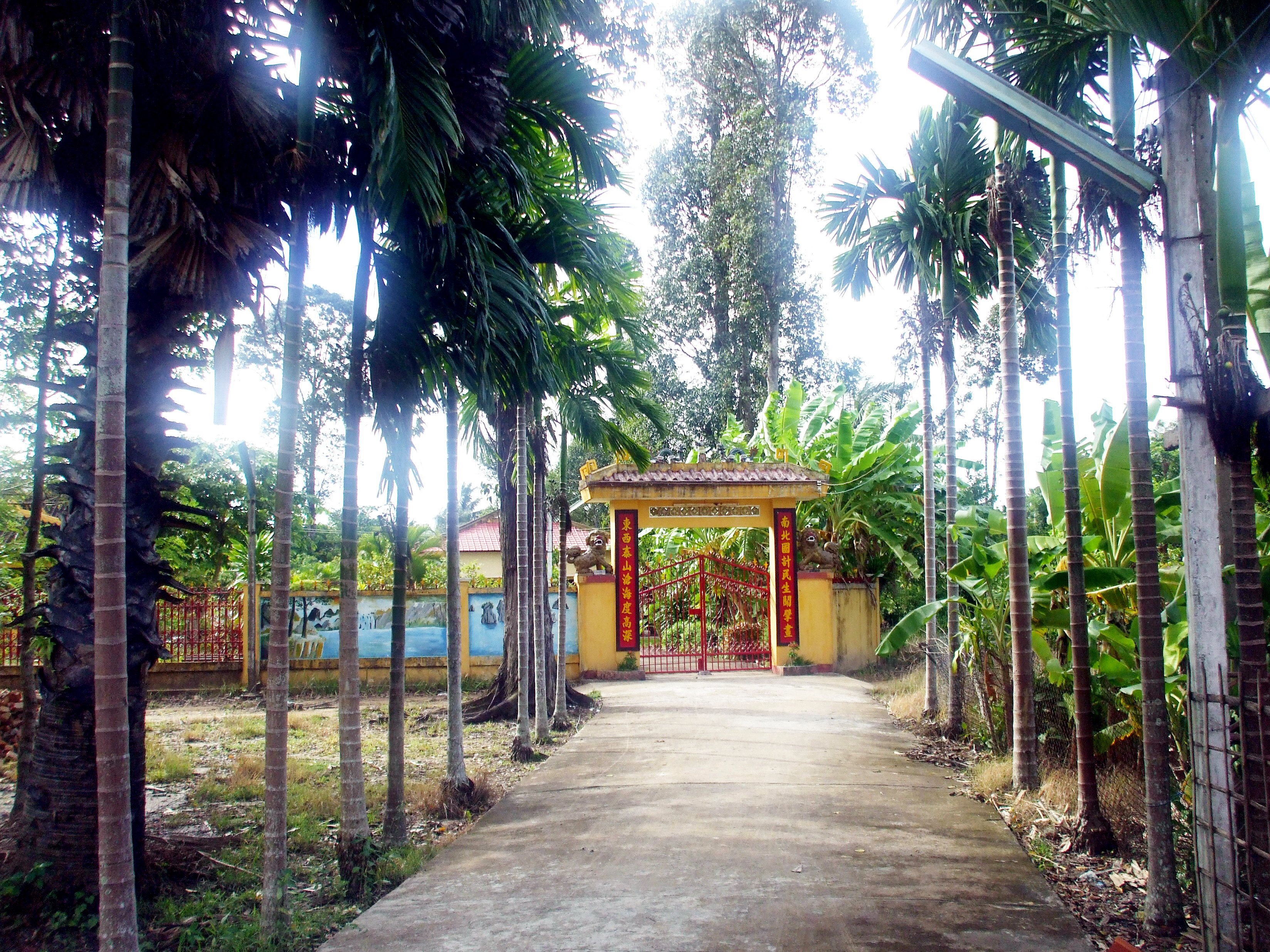
Lối vào khu lăng Thống chế Điều bát

Ngày 29 tháng 9 năm 1981, huyện Trà Ôn được tái lập, trên cơ sở tách thị trấn Trà Ôn cùng 8 xã từ huyện Cầu Kè và 3 xã từ huyện Vũng Liêm, huyện Trà Ôn lúc này bao gồm thị trấn Trà Ôn và 11 xã: Hoà Bình, Hựu Thành, Lục Sĩ Thành, Thuận Thới, Tích Thiện, Vĩnh Xuân, Tân Mỹ, Thiện Mỹ, Thới Hoà, Trà Côn, Xuân Hiệp.
Ngày 26 tháng 12 năm 1991, tỉnh Cửu Long tách thành tỉnh Vĩnh Long và tỉnh Trà Vinh, huyện Trà Ôn thuộc tỉnh Vĩnh Long.
Ngày 9 tháng 8 năm 1994, huyện thành lập thêm 2 xã Nhơn Bình và Phú Thành.
Ngày 28 tháng 9 năm 2024, Ủy ban Thường vụ Quốc hội ban hành Nghị quyết số 1203/NQ-UBTVQH15 về việc sắp xếp đơn vị hành chính cấp xã của tỉnh Vĩnh Long giai đoạn 2023 – 2025 (nghị quyết có hiệu lực từ ngày 1 tháng 11 năm 2024). Theo đó, sáp nhập xã Thiện Mỹ vào thị trấn Trà Ôn.
Huyện Trà Ôn có 1 thị trấn và 12 xã như hiện nay.

## Kinh tế - xã hội
Trà Ôn có điều kiện tự nhiên thuận lợi cho phát triển nông nghiệp toàn diện, tài nguyên thiên nhiên phong phú, đất đai màu mỡ. Trà Ôn có 2 xã cù lao là Phú Thành và Lục Sĩ Thành, thuận lợi cho trồng cây ăn trái, nuôi trồng thủy sản; đặc biệt hiện nay phong trào nuôi cá tra xuất khẩu đang phát triển mạnh. Chợ nổi Trà Ôn nằm trên sông Hậu là đầu mối tiêu thụ, trao đổi hàng hóa nông sản. Hệ thống giao thông thuận lợi cả đường bộ và đường thủy là điều kiện để phát triển kinh tế xã hội và du lịch sinh thái.
Các loại nông sản đặc trưng: lúa, cam, bưởi, chôm chôm... Ngành truyền thống: nông nghiệp, mộc, hồ, đánh bắt thủy sản...

### Xã hội

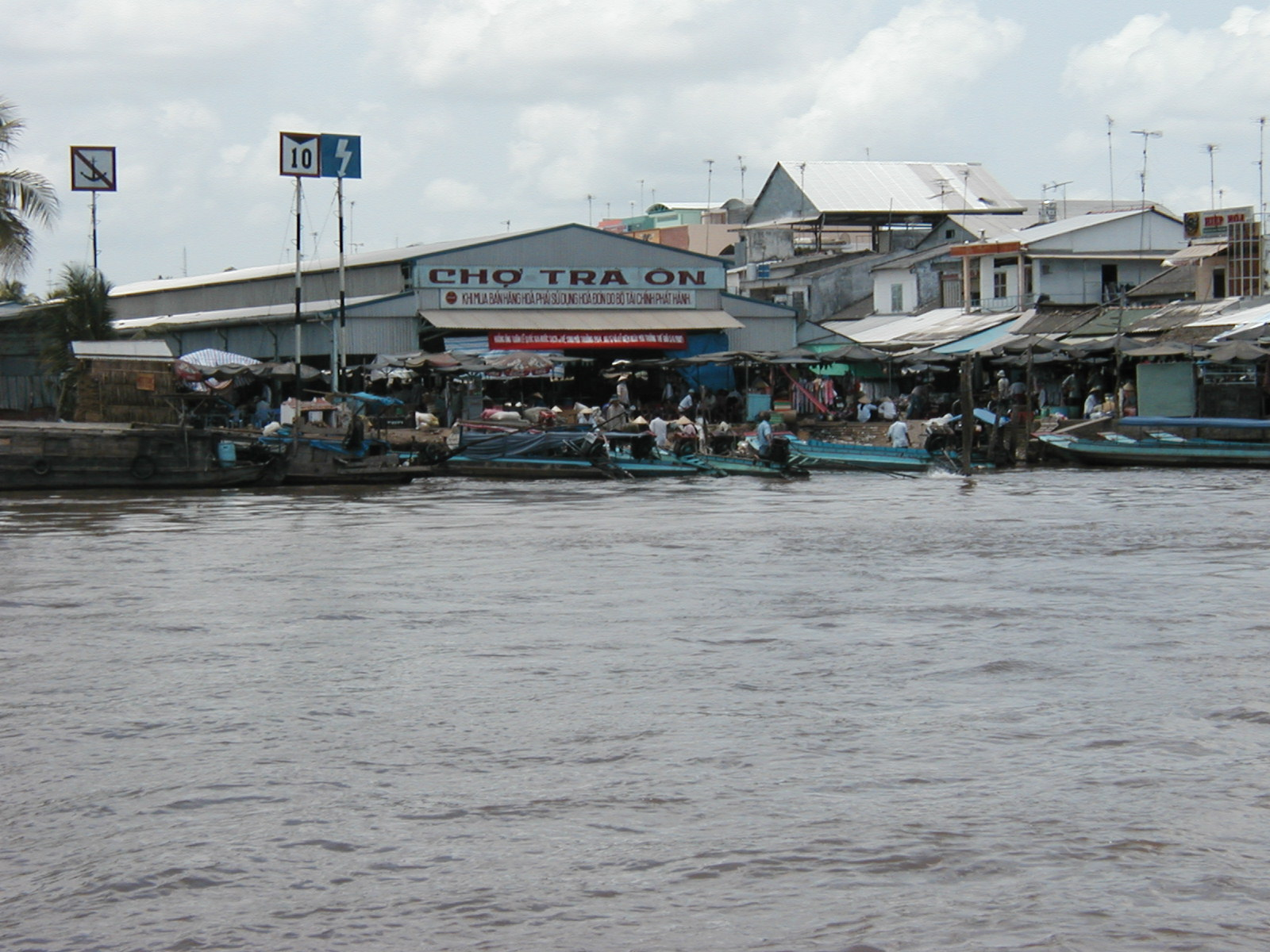
Chợ Trà Ôn trên bến dưới thuyền

Trà Ôn là một trong những huyện nghèo của tỉnh Vĩnh Long, mức sống nhân dân còn thấp, cơ sở hạ tầng còn nhiều hạn chế. Năm 2005, huyện có 2 xã hưởng chương trình 135 của Chính phủ.
Năm 2005, huyện Trà Ôn có đến 70% số hộ Khmer nghèo chỉ có dưới 2.500 km² đất ở và đất sản xuất, 28% số hộ không có đất sản xuất, suốt năm phải làm thuê kiếm sống qua ngày. Nhờ những chính sách đổi mới trong phát triển kinh tế, chuyển dịch cơ cấu nông nghiệp mang lại hiệu quả tốt, góp phần làm thay đổi bộ mặt nông thôn, đời sống người dân dần dần được cải thiện. Tỷ lệ hộ nghèo ở Trà Ôn giảm nhanh, từ trên 16% năm 2006 xuống còn hơn 13% năm 2009 với gần 3.000 hộ thoát nghèo.
Năm 2010, Trà Ôn phấn đấu giảm tỷ lệ hộ nghèo từ 2,46% xuống còn 11%. Bên cạnh các chính sách xã hội, Trà Ôn còn được Trung ương và tỉnh quan tâm đầu tư cơ sở hạ tầng. Ngày 31 tháng 12 năm 2009, cầu Trà Ôn được làm lễ thông xe kỹ thuật. Cầu Trà Ôn bắc qua sông Mang Thít, trên tuyến quốc lộ 54, nối liền hai huyện Trà Ôn và Tam Bình.
Thị trấn Trà Ôn nằm bên bờ Bắc sông Hậu và bờ Nam thủy lộ quốc gia từ tỉnh Cà Mau về Thành phố Hồ Chí Minh. Tính đến tháng 4 năm 2010, thị trấn có 5 trường học mà trong đó có 3 trường đạt chuẩn quốc gia, có 1 trạm y tế được xây dựng cơ bản, toàn thị trấn có 2.750 căn nhà kiên cố và bán kiên cố, nhà tạm bợ còn lại tỷ lệ rất thấp; 100% hộ dân ở thị trấn có điện sử dụng, hệ thống điện thoại phủ kín cả thị trấn, thông tin liên lạc đa dạng phong phú, phương tiện nghe nhìn hầu như mỗi hộ đều có đa phương tiện...
Trà Ôn cũng là quê hương của Đệ nhất danh ca vọng cổ Út Trà Ôn. Nghệ danh này là sự kết hợp giữa tên "Út" (tên thật của Út Trà Ôn là Nguyễn Thành Út) và tên của huyện là "Trà Ôn".

## Giao thông
Quốc lộ 54 là tuyến đường giao thông chính trên địa bàn huyện.